# Тиран-свистун суринамський
Тиран-свистун суринамський (Sirystes subcanescens) — вид горобцеподібних птахів родини тиранових (Tyrannidae). Мешкає в Південній Америці. Раніше вважався підвидом чорноголового тирана-свистуна.

## Поширення і екологія
Суринамські тирани-свистуни мешкають на заході Гаяни, в Суринамі і Французькій Гвіані та на північному сході Бразилії (на північ від Амазонки, на схід від Ріу-Неґру). Вони живуть у вологих рівнинних і заболочених тропічних лісах.